# Acarra
Acarra o Ecarra (in greco antico: Ἀκαρρα?) era una città greca della Tessaglia.

## Storia
Viene citata nel contesto della seconda guerra macedone: Tito Livio afferma che Acarra era occupata dalla lega etolica e i suoi abitanti si arresero nel 198 a.C., dopo il ritiro di Filippo V di Macedonia dal territorio della Tessaglia.
Ecarra coniò monete di bronzo, almeno a far data dal IV secolo a.C., con l'iscrizione «ΕΚΚΑΡΡΕΩΝ».